# Almarai
 (février 2023).
Almarai est une entreprise alimentaire saoudienne, fondée en 1977. Elle a son siège à Riyad. Elle est le leader des sociétés laitières du Moyen-Orient. La société appartenait au prince Sultan bin Mohammed Al Kabeer (en).

## Historique
Une étude du marché réalisée en janvier 2018 par la société internationale YouGov, informe que Almarai est “la marque le plus positivement perçue” en Arabie saoudite.
La société Almarai est propriétaire de la plus grande ferme du monde. En effet avec plus de 94.000 bovins, cette ferme située dans le désert saoudien produit plus de 1,2 milliard de litres de lait par an.

## Polémique
En juillet 2018, à la suite de l’augmentation des prix de certains des produits laitiers d'Almarai (entre 5 et 9 % selon le produit), un appel au boycott de ses produits est lancé sur les réseaux sociaux. En effet une campagne de boycott avec des hashtags tel que : ”#خلوها_تحمض”(laisse-le rancir), ”#مقاطعة_شركة_المراعي” (boycott de la société Almarai), ”#ارتفاع_أسعار_الألبان” (augmentation de prix des produits laitiers), ”#استبدلها_بغيرها” (choisis-en une autre)... est relayée par les internautes et les associations de consommateurs.
La direction d'Almarai justifie cette hausse par la hausse « du coût de production lié à l’énergie, au transport, à l’importation du fourrage et à la main d’œuvre ».
En novembre 2022, The Intercept a révélé que Thomas Galvin, qui est récemment élu au conseil des superviseurs du comté de Maricopa, , a fait pression au nom de la société agricole saoudienne, qui utilise la ressource naturelle la plus épuisée de l'Arizona pour les exportations étrangères. De plus, selon les divulgations du lobbying de l'État, Galvin est partenaire du Rose Law Group, qui a fait pression au nom d'une filiale de la Saudi Corporation Almarai